# Mestaruussarja 1986
La Mestaruussarja 1986 fu la settantasettesima edizione della massima serie del campionato finlandese di calcio, la cinquantaseiesima come Mestaruussarja. Il campionato, con il formato a girone unico e composto da dodici squadre, venne vinto dal Kuusysi.

## Squadre partecipanti
| Club    | Città       | Stagione 1985               |
| ------- | ----------- | --------------------------- |
| Haka    | Valkeakoski | 8º posto in Mestaruussarja  |
| HJK     | Helsinki    | Campione di Finlandia       |
| Ilves   | Tampere     | 2º posto in Mestaruussarja  |
| KePS    | Kemi        | 3º posto in Mestaruussarja  |
| Koparit | Kuopio      | 11º posto in Mestaruussarja |
| KuPS    | Kuopio      | 6º posto in Mestaruussarja  |
| Kuusysi | Lahti       | 5º posto in Mestaruussarja  |
| MP      | Mikkeli     | 1º posto in I divisioona    |
| OTP     | Oulu        | 10º posto in Mestaruussarja |
| PPT     | Pori        | 9º posto in Mestaruussarja  |
| RoPS    | Rovaniemi   | 7º posto in Mestaruussarja  |
| TPS     | Turku       | 4º posto in Mestaruussarja  |

## Classifica finale
|  | Pos. | Squadra | Pt | G  | V  | N  | P  | GF | GS | DR  |
|  | ---- | ------- | -- | -- | -- | -- | -- | -- | -- | --- |
|  | 1.   | Kuusysi | 32 | 22 | 13 | 6  | 3  | 40 | 20 | +20 |
|  | 2.   | TPS     | 30 | 22 | 12 | 6  | 4  | 35 | 15 | +20 |
|  | 3.   | HJK     | 30 | 22 | 10 | 10 | 2  | 42 | 23 | +19 |
|  | 4.   | RoPS    | 30 | 22 | 12 | 6  | 4  | 32 | 14 | +18 |
|  | 5.   | Haka    | 22 | 22 | 8  | 6  | 8  | 32 | 27 | +5  |
|  | 6.   | Ilves   | 22 | 22 | 9  | 4  | 9  | 39 | 36 | +3  |
|  | 7.   | MP      | 18 | 22 | 6  | 6  | 10 | 27 | 37 | -10 |
|  | 8.   | PPT     | 18 | 22 | 5  | 8  | 9  | 27 | 40 | -13 |
|  | 9.   | Koparit | 18 | 22 | 4  | 10 | 8  | 18 | 32 | -14 |
|  | 10.  | KuPS    | 18 | 22 | 7  | 4  | 11 | 23 | 38 | -15 |
|  | 11.  | KePS    | 15 | 22 | 4  | 7  | 11 | 23 | 31 | -8  |
|  | 12.  | OTP     | 11 | 22 | 4  | 3  | 15 | 16 | 41 | -25 |

Legenda:
      Campione di Finlandia e ammessa alla Coppa dei Campioni 1987-1988
      Vincitore della Suomen Cup 1986 e ammessa in Coppa delle Coppe 1987-1988
      Ammessa in Coppa UEFA 1987-1988
 Ammessa allo spareggio promozione-retrocessione
      Retrocesse in I divisioona
Note:
Due punti a vittoria, uno a pareggio, zero a sconfitta.

## Spareggio promozione/retrocessione
Lo spareggio promozione/retrocessione venne disputato dall'undicesima classificata in Mestaruussarja (il KePS) e dalla seconda classificata in I divisioona (il KontU). La vincente era ammessa alla Mestaruussarja 1987, mentre la perdente veniva ammessa alla I divisioona 1987.
|       | Risultati |       | Luogo e data |
| ----- | --------- | ----- | ------------ |
| Kontu | 3-4       | KePS  |              |
| KePS  | 3-2       | Kontu |              |
|       |           |       |              |